# Niedersächsisches Landesarchiv (Abteilung Stade)

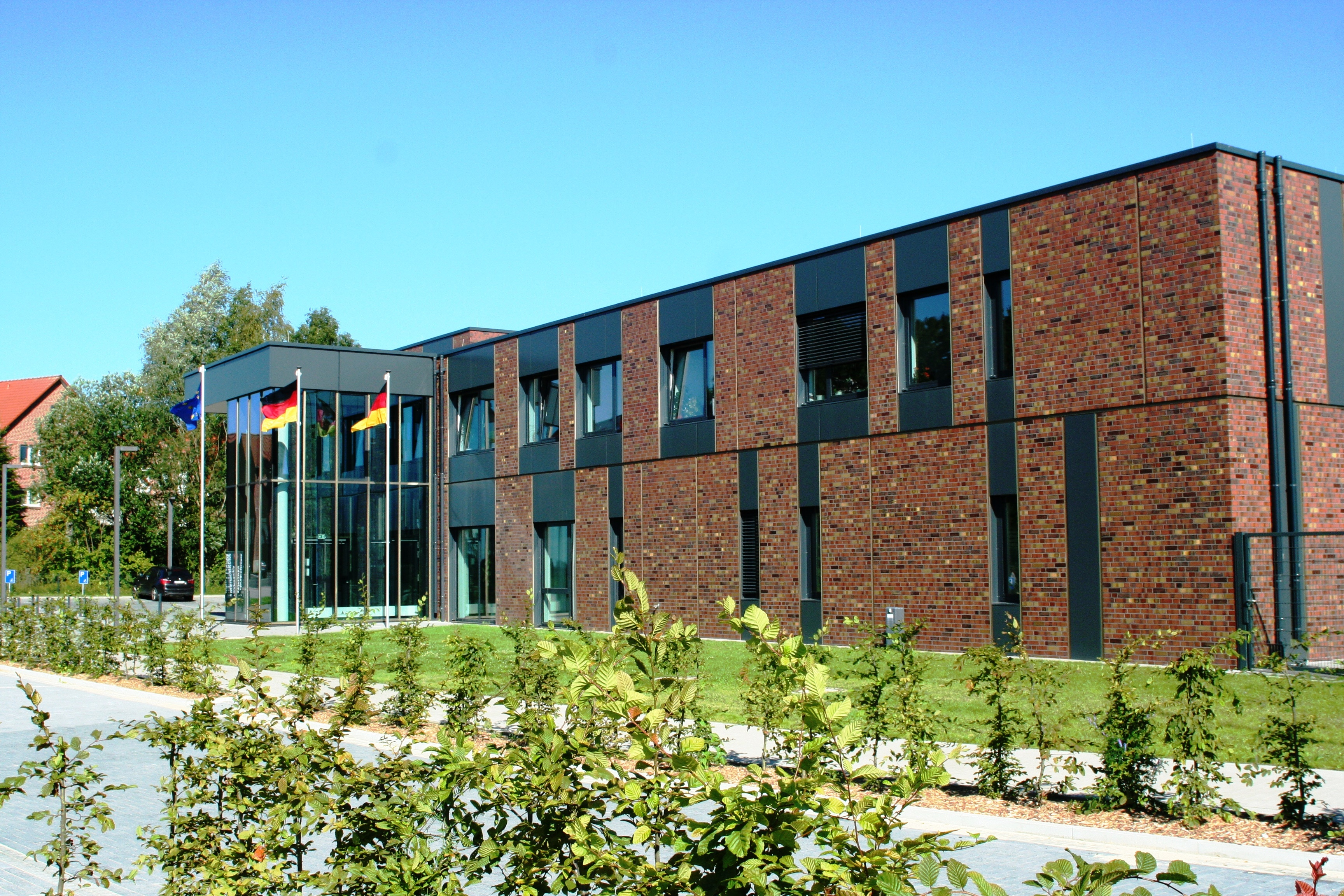
Niedersächsisches Landesarchiv (Abteilung Stade)

Die Abteilung Stade (bis 2013: Staatsarchiv Stade, bis 2019: Standort Stade) des Niedersächsischen Landesarchivs  war bis zur Gebiets- und Verwaltungsreform vom 1. Februar 1978 zuständig für die Archivierung des staatlichen Schriftgutes im Regierungsbezirk Stade, dessen Grenzen sich über die Landdrostei Stade, auf die weltlichen Herzogtümer bzw. auf die mittelalterlichen geistlichen Fürstentümer Bremen und Verden sowie das 1731 vom Kurfürstentum Hannover erworbene Land Hadeln zurückführen lassen. Darüber hinaus verwahrt die Abteilung Stade des NLA die geschlossenen Grundbücher des Staatsarchivs Hamburg und das Archiv der  Ritterschaft des Herzogtums Bremen und der Landschaft der Herzogtümer Bremen und Verden.

## Geschichte
Nach der Eroberung des Erzstifts Bremen und des Stifts Verden Mitte des 17. Jahrhunderts durch die Schweden schufen diese in Stade, dem neuen Sitz des schwedischen Gouverneurs, eine moderne und effektive Verwaltungsorganisation mit verschiedenen Zentralbehörden (wie zum Beispiel das Hofgericht Stade). Das im Jahre 1651 eingerichtete Regierungsarchiv gehörte zu diesen verwaltungstechnischen Neuerungen.
Zur besseren Sicherung der Archivalien übernahm im Jahre 1864 das Staatsarchiv Hannover zunächst den Urkundenbestand des Stader Regierungsarchivs, das 1869/70 vollständig dorthin überführt wurde.
Im Zweiten Weltkrieg gingen in Folge der Bombardierung Hannovers wertvolle ältere Urkunden, Kopialbücher und Aktenbestände aus dem Stader Raum verloren. 1959 wieder eine eigenständige Behörde (Niedersächsisches Staatsarchiv), zog das Archiv 1965 in das neu errichtete Backstein-Hochhaus in der südlichen Stader Altstadt ein. Seit 1978 ist es zuständig für das Schriftgut der staatlichen Dienststellen in dem Gebiet des von 1978 bis 2004 bestehenden Regierungsbezirks Lüneburg, in welchem der alte Regierungsbezirk Stade und große Teile des alten Regierungsbezirks Lüneburg aufgegangen sind.
Seit 2005 gehört das Staatsarchiv zum Niedersächsischen Landesarchiv. Der 2014 bezogene Neubau in der Nähe des Bahnhofs in Stade wurde geplant und errichtet in einer länderübergreifenden Kooperation zwischen dem Land Niedersachsen und der Freien und Hansestadt Hamburg. Das neue Magazin wird von beiden Ländern gemeinsam u. a. für die Verwahrung von Grundbuchunterlagen genutzt.

## Dienstgebäude
Bei dem neuen Stader Archivgebäude handelt es sich um ein archivpolitisches, länderübergreifendes (Verbund-)Modell. Bauträger ist das Land Niedersachsen. Die Freie und Hansestadt Hamburg (FHH) hat sich an den Planungs-, Grundstücks-, Erschließungs- und Baukosten beteiligt und die Kapazität von 20 Regalkilometern im neuen 50 Regalkilometer umfassenden Magazin für die Lagerung von Hamburger Grundbuchunterlagen gesichert. Die FHH beteiligt sich entsprechend an den laufenden Betriebskosten.
Das neue Dienstgebäude wurde am 19. Mai 2014 im Beisein des Niedersächsischen Ministerpräsidenten Stephan Weil und des Ersten Bürgermeisters der Freien und Hansestadt Hamburg, Olaf Scholz, eröffnet. Es basiert auf einer klaren Funktionstrennung von Magazin, Magazinvorbereitung, Öffentlichkeits- und Verwaltungsbereich. Diese ist die Grundlage für optimal ablaufende Arbeitsprozesse von der Anlieferung von Archivgut über die dauerhafte Magazinierung bis zur Vorlage im Lesesaal. Durch das gezielte Ausnutzen von bauphysikalischen Prinzipien wurde ein wirtschaftliches Gebäude geschaffen, das geringe Betriebs- und Energiekosten verursacht. Das Magazingebäude erfüllt besondere bautechnische und bauphysikalische Anforderungen. Besonders hervorzuheben ist die passive Klimatisierung des Magazins mit dem Ziel, ohne größere technische Vorkehrungen ein für alle Archivalien angemessenes Raumklima herzustellen, das sich von selbst stabilisiert. Da das Gebäude auf gut 400 Bohrpfähle gegründet werden muss, lag es nahe, diese Pfähle so weit wie möglich auch zur Energiegewinnung mit heranzuziehen (Geothermie).

## Zuständigkeit

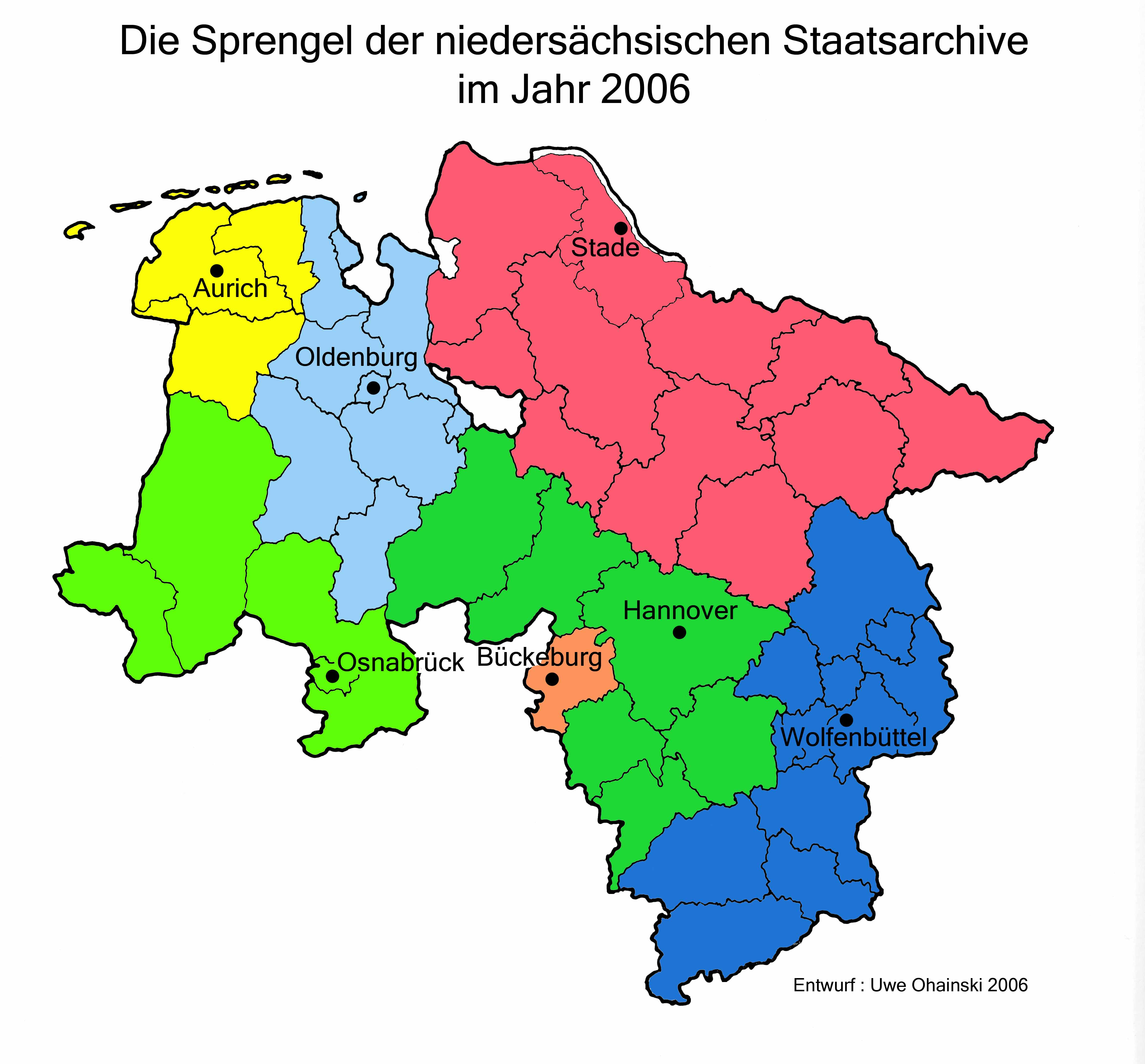
Die Zuständigkeit der Abteilung Stade im Niedersächsischen Landesarchiv Behördenbetreuung und Übernahme von staatlichem Schriftgut

Das Archiv übernimmt die archivwürdigen Urkunden, Akten, Karten, Pläne und Dateien der staatlichen Behörden, der staatlichen Gerichte und sonstigen Dienststellen in seinem Sprengel, erschließt sie und stellt sie für die Benutzung bereit. Es sichert zusätzlich auch historisch wichtige Unterlagen aus dem nichtstaatlichen Bereich (beispielsweise von Kommunen, Vereinen, Firmen, Personen).
Die Abteilung Stade verwahrt das Schriftgut aus dem Gebiet des bis 1645 existierenden Erzstifts Bremen und des Stifts Verden. Stetig wechselnde Herrschaften prägten die weitere Geschichte dieses Raumes. Von 1648 bis 1712 waren die Herzogtümer Bremen und Verden Provinzen des schwedischen Herrschaftsgebiets. Nach einer kurzen Periode unter dänischer Herrschaft gehörten sie seit 1715 fast hundert Jahre zusammen mit dem Land Hadeln zum Kurfürstentum Hannover.
Anfang des 19. Jahrhunderts besetzten die Franzosen den Elbe-Weser-Raum, der nach dem Wiener Kongress im Zuge der territorialen Neuordnung Europas an das Königreich Hannover fiel. Im Jahre 1823 kam es zur Bildung des Landdrosteibezirks Stade. 1866 wurde Hannover durch Preußen annektiert. 1885 kam es zur Errichtung des preußischen Regierungsbezirks Stade, der für das Gebiet der ehemaligen Landdrostei Stade zuständig war und in seiner Ausdehnung bis 1978 weitestgehend gleich blieb. Der Regierungsbezirk Stade wurde 1978 in den neu geordneten Regierungsbezirk Lüneburg eingegliedert und seit dieser Zeit sichert das Landesarchiv in Stade das staatliche Schriftgut dieses stark vergrößerten Gebietes.
(Landkreise: Cuxhaven, Celle, Harburg, Heidekreis (bis Aug. 2011 Soltau-Fallingbostel), Lüneburg, Lüchow-Dannenberg, Osterholz, Rotenburg (Wümme), Stade, Uelzen und Verden)

## Bestände
Insgesamt verfügt die Abteilung Stade über 4.800 Pergamenturkunden ab dem 9. Jahrhundert, über 8.000 laufende Meter Akten und Amtsbücher sowie mehr als 13.000 Karten und Pläne.
Die staatlichen Bestände (Reposituren) beinhalten das Schriftgut der Landes- und Bundesbehörden. Sie umfassen neben den Akten der landesherrlichen bzw. staatlichen Behörden, Ämter, Gerichte, Kanzleien oder Regierungsstellen der alten Stader Verwaltungsbezirke und der 1978 neu hinzugekommenen lüneburgischen Gebiete auch mittelalterliche Urkunden und Handschriften des Erzbistums Bremen und des Bistums Verden, sowie der Klöster und Stifte des Elbe-Weser-Raumes, darunter das Diplom Ludwigs des Deutschen (um 806–876) für Verden aus dem Jahre 849 als die älteste Originalurkunde in Niedersachsen. Neben dem behördlichen Schriftgut verwahrt das Landesarchiv Stade auch nichtstaatliche Bestände (Deposita). Dazu zählen Nachlässe regional bekannter Persönlichkeiten, Familien-, Guts-, Gemeinde- und Adelsarchive oder auch Schriftgut aus dem Bereich der Wirtschaft, dem Vereinsleben sowie dem Verbandswesen, so u. a. das Archiv der  Industrie- und Handelskammer Stade, das Archiv des Landkreises Stade und das des   Stader Geschichts- und Heimatvereins.
Das in der Abteilung Stade deponierte Archiv der Ritterschaft des Herzogtums Bremen und der Landschaft der Herzogtümer Bremen und Verden übernimmt und bewahrt Schriftgut aus den Tätigkeiten der Ritterschaft und der Landschaft sowie den daraus erwachsenen Institutionen. (Landschaftliche Brandkasse, Ritterschaftliches Kreditinstitut, Kloster Neuenwalde).

## Benutzung
Benutzer können mit Hilfe der Datenbank Arcinsys online in den meisten Findmitteln nach Aktentiteln suchen. Grundsätzlich kann jeder nach den Regelungen des Gesetzes über die Sicherung und Nutzung von Archivgut in Niedersachsen (Niedersächsisches Archivgesetz – NArchG) die Archivalien des Standortes Stade im Dienstgebäude „Am Staatsarchiv 1“ nutzen. Die Hamburger Grundbücher sind nicht über Arcinsys zu ermitteln.

## Archivleitung
- 1959–1960 Erich Weise
- 1960–1973 Richard Drögereit
- 1973–1991 Heinz-Joachim Schulze
- 1991–1999 Bernd Kappelhoff
- 1999–2006 Jan Lokers
- 2006–2022 Gudrun Fiedler
- seit 2022 Thomas Bardelle

## Projekte und Kooperationen
Seit 2015 werden, gefördert durch die Deutsche Forschungsgemeinschaft, die in der Abteilung Stade liegenden Unterlagen der schwedischen Herrschaft im Elbe-Weser-Raum, das so genannte „Schwedische Regierungsarchiv“, verzeichnet. Die Erschließung wird von Beate-Christine Fiedler durchgeführt.
Die Abteilung Stade ist Einsatzstelle für das Freiwillige Soziale Jahr für Denkmalpflege und bietet einen Praktikumsplatz für ein einjähriges Praktikum für einen Berufsschüler (Fachabitur Richtung Verwaltung). Im Verpackungsbereich arbeitet die Abteilung eng mit den DRK Schwinge Werkstätten in Stade zusammen.